# Sonnet 151
Love is too young to know what conscience is,

Yet who knows not conscience is born of love?

Then, gentle cheater, urge not my amiss,

Lest guilty of my faults thy sweet self prove.

For, thou betraying me, I do betray

My nobler part to my gross body's treason;

My soul doth tell my body that he may

Triumph in love; flesh stays no farther reason,

But rising at thy name doth point out thee

As his triumphant prize; proud of this pride,

He is contented thy poor drudge to be,

To stand in thy affairs, fall by thy side.

   No want of conscience hold it that I call

   Her ‘love’ for whose dear love I rise and fall.
— William Shakespeare
Traduction de François-Victor Hugo
Précédent Suivant
Le Sonnet 151 est l'un des 154 sonnets écrits par le dramaturge et poète William Shakespeare et publié dans une collection de 1609 intitulée sonnets de Shakespeare. Le sonnet appartient à la séquence Dark Lady (sonnets 127-152) qui se distingue de la séquence The Fair Youth en étant plus ouvertement sexuel dans sa passion. Le Sonnet 151 est qualifié de «débauche» et est utilisé pour illustrer la différence entre l'amour spirituel pour la jeunesse juste et l'amour sexuel pour la Dame noire. La distinction est communément faite dans l'introduction aux éditions modernes des sonnets afin d'éviter de suggérer que Shakespeare était homosexuel. 

## Structure
Le Sonnet 151 est un sonnet anglais ou shakespearien. Le sonnet anglais a trois quatrains, suivis d'un couplet de rimes final. Il suit le schéma de rime typique de la forme abab cdcd efef gg et est composé en pentamètre iambique, un type de compteur poétique basé sur cinq paires de positions syllabiques métriquement faibles / fortes. La troisième ligne illustre un pentamètre iambique régulier: Alors, gentil tricheur, n'insiste pas mes fautes, (151.3)
La 8ème ligne présente deux variations métriques communes: une inversion initiale et une syllabe finale extramétrique ou une terminaison féminine : Triompher en amour; la chair ne reste pas une raison supplémentaire, (151.8)
Un ionique mineur se produit dans la ligne 11.

## Exégèse
Le poème commence par une exhortation à la Dame noire de ne pas accuser l'orateur de péché, car elle pourrait se trouver coupable de la même chose; spécifiquement son infidélité à l'orateur en dormant avec la jeunesse juste. Le péché de l'orateur, d'autre part, est de se trahir en permettant à son corps plutôt qu'à son âme de diriger ses actions. Il utilise le corps comme une métaphore pour le pénis, "montant" et "tombant" avec une érection lorsqu'il est excité, et réduit ainsi le locuteur à rien de plus que son phallus; en cédant à ses désirs, il s'asservit à la Dame noire. Sonnet 151, avec une "chronique folle d'érection et de détumescence", contraste avec Sonnet 55 "l'expression grandiloquente", mais leur thème est le même: "ce qui change, ce qui reste". Sonnet 55 "célèbre ... l'amour et la poésie qui subsistent" où "Sonnet 151" contemple l'inévitabilité du changement ... "
Le Sonnet 151 a été comparé à un verset de l'auteur du XVIIe siècle Joseph Swetnam - publié en 1615 sous le pseudonyme de Thomas Tell-Troth, dans un pamphlet intitulé La mise en accusation des femmes lâches, oisives, inconstantes  -satirisant les vices des femmes. "La meilleure partie de la femme l'appelle, j'ose / où aucun homme ne vient mais doit se tenir à nu / Et qu'il ne soit jamais si gros / T'will l'abattre avant qu'il ne sorte." Les deux poèmes impliquent que le sexe subordonne l'homme à la femme.
L'image fautive du poème, de la «partie la plus noble» («pénis») de la ligne 6 «s'élevant à ton nom», sa «montée et sa chute» à la ligne 14, a été longuement discutée. 

## Dans le film
Ce sonnet est présenté dans le film de Derek Jarman, The Angelic Conversation, qui traite de l'homosexualité. C'est le premier poème présenté dans le film, le seul qui n'ait pas été lu à haute voix, et l'un des deux seulement partiellement et pas entièrement représentés (les deux dernières lignes de Sonnet 57 sont également omises). Seules les deux premières lignes du poème sont visibles à l'écran. Jarman tente de contester l'idée que Shakespeare était uniquement hétérosexuel. Dans le contexte de son film, les deux premières lignes semblent communiquer que la conscience et l'éthique proviennent de l'attraction sexuelle.